# ウェルカム・トゥ・サラエボ
「ウェルカム・トゥ・サラエボ」（Welcome To Sarajevo）は、1997年製作のイギリス映画である。マイケル・ウィンターボトム監督。内戦下のサラエヴォを舞台に、イギリス人ジャーナリストの葛藤を描く。
イギリスの記者、マイケル・ニコルソンの実体験を元に描かれている。

## ストーリー
1992年、ITNの記者マイケルは、「地上で14番目に危険な場所」であるサラエヴォを訪れた。アメリカ人ジャーナリストのジミーと出会ったマイケルは、共に銃弾の中、衝撃的な映像を求めて取材を続けていた。絶望的な状況に苦しむ人々の姿に心を痛めるマイケルだが、西欧諸国はほとんど関心を持たない状況であった。マイケルはある日、前線にある孤児院でエミラという少女に出会う。

## キャスト
役名： 俳優（ソフト版吹き替え）
- マイケル・ヘンダーソン： スティーヴン・ディレイン（吹替：千田光男）
- エミラ： エミラ・ヌシェヴィッチ（吹替：坂本千夏）
- ジミー・フリン： ウディ・ハレルソン（吹替：大塚芳忠）
- ジェーン： ケリー・フォックス（吹替：佐々木優子）
- ニーナ： マリサ・トメイ（吹替：沢海陽子）
- リスト： ゴラン・ヴィシュニック（吹替：立木文彦）
- グレッグ：ジェームズ・ネスビット（吹替：沢木郁也）
- ヘレン・アンダーソン：ジュリエット・オーブリー（吹替：堀越真己）
- アニー：エミリー・ロイド（吹替：折笠愛）
- ジェイコ：ドラゼン・シヴァク（吹替：二又一成）
- 孤児院長：ゴルダナ・ガジッチ（吹替：竹口安芸子）
- ムニラ：ヴェスナ・オレル（吹替：叶木翔子）
- ハルニア：イゴール・ジャムバゾフ（吹替：幹本雄之）
- ドラガン：ダヴォール・ジャンジク（吹替：荒川太郎）
- 国際連合警護官：ケリー・シェイル（吹替：西村知道）
- イスメット・ヴィリチ：ミラレム・ズプセヴィッチ（吹替：広瀬正志）
- ヴィリチの妻：マジャ・トゥサル（吹替：さとうあい）